# Офарим, Эстер
Э́сте́р Офа́рим (Esther Ofarim, ивр. אסתר עופרים‎; урождённая Э́сте́р За́йед, Esther Zaied; род. 13 июня 1941, Цфат, Подмандатная Палестина) — израильская певица и актриса.

## Биография

### Эстер и Аби
С восемнадцати лет выступала в израильском национальном театре «Габима». В 1959 году вышла замуж за участника труппы «Габима» гитариста и танцовщика Аби (Ави) Офарима (настоящее имя — Абрахам [Авраам] Рейхштадт; Abraham Reichstadt), после чего — в дуэте с мужем и соло — начала исполнять фольклорные песни на иврите и других языках. В 1960 году снялась в эпизодической роли в фильме Отто Премингера «Исход». В 1961 году, победив на эстрадном фестивале в Тель-Авиве, приняла участие в нескольких израильских концертах Фрэнка Синатры. В том же году переехала с мужем в Женеву. В 1963 году, представляя Швейцарию на телевизионном конкурсе «Евровидение», заняла второе место с франкоязычной песней «T’en vas pas» («Не уходи»). В середине 1960-х годов дуэт Эстер и Аби Офарим приобрёл популярность в ФРГ благодаря хиту «Noch einen Tanz» («Ещё один танец», 1966) и кавер-версии песни Bee Gees «Morning of My Life» («Утро моей жизни», 1968). В 1968 году американский ретро-шлягер Мэйсона Уильямса и Нэнси Эймс «Cinderella Rockefella» («Золушка Рокфеллер») в исполнении Эстер и Аби Офарим попал в чарты нескольких европейских стран. В ходе британского гастрольного турне дуэт супругов Офарим дал концерт в лондонском королевском Альберт-холле, после которого был представлен королеве Великобритании Елизавете II.
К концу 1960-х годов дуэт достиг пика популярности в Западной Европе и США: Аби и Эстер выпустили несколько студийных и концертных альбомов, совершили всемирный гастрольный тур, вели еженедельную музыкальную передачу на Би-би-си. Тем не менее в семье нарастали личные и творческие разногласия, и в мае 1969 года супруги (в то время жившие в ФРГ) расстались, а в ноябре 1970 года официально развелись.

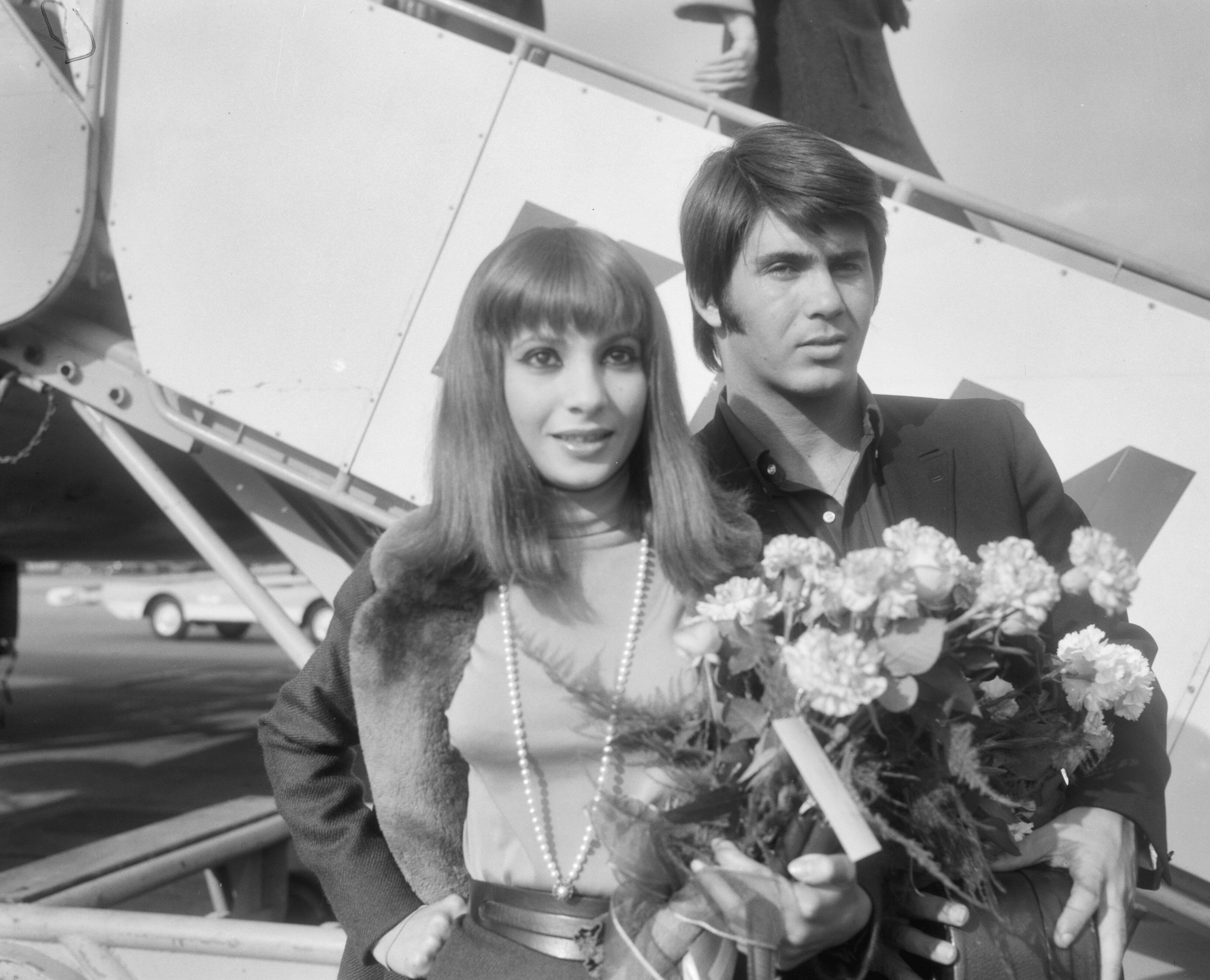
Эстер и Аби Офарим в амстердамском аэропорту Схипхол. 9 сентября 1966
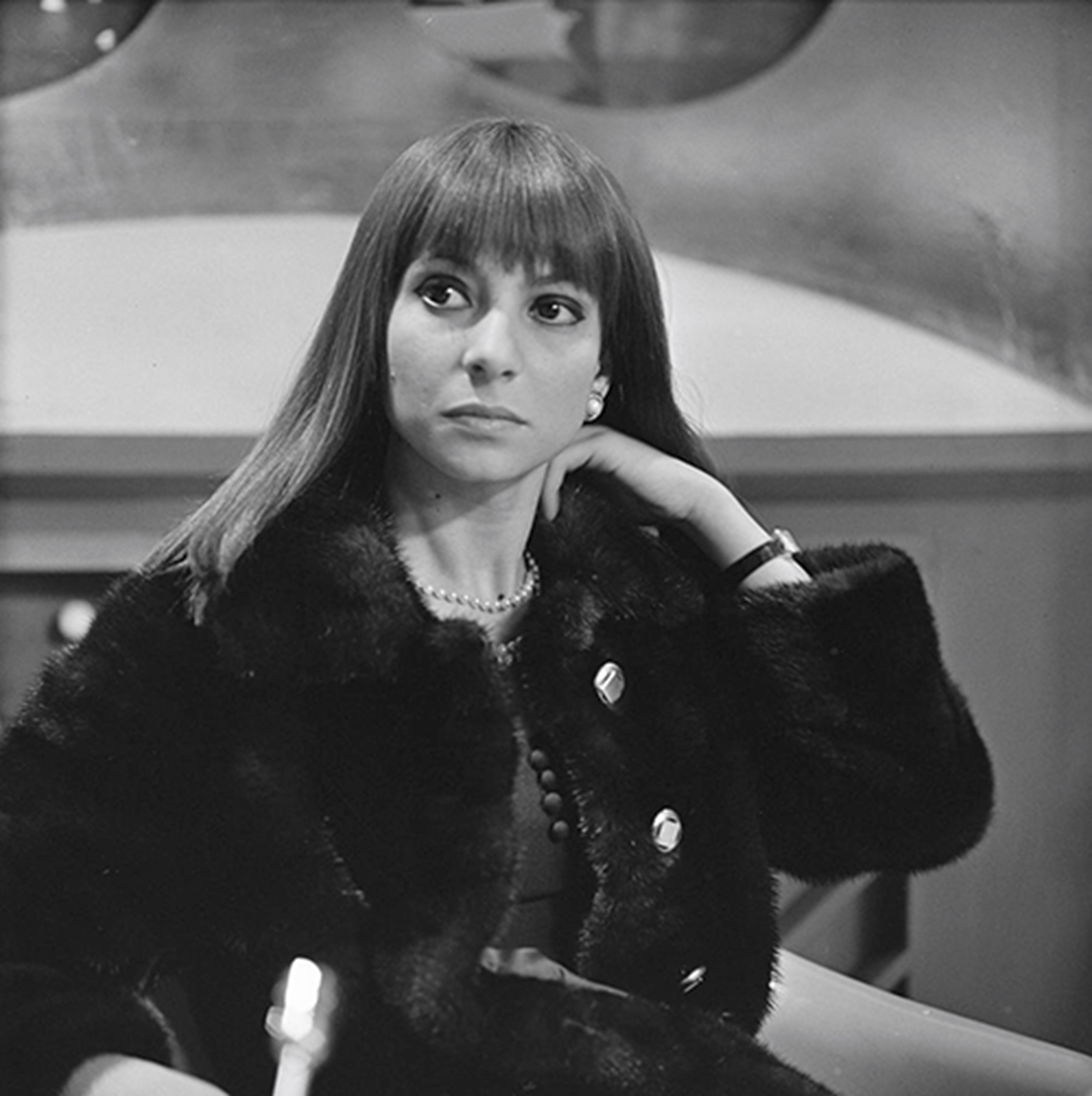
Эстер Офарим в голландской телепрограмме Fenklup. 8 марта 1968
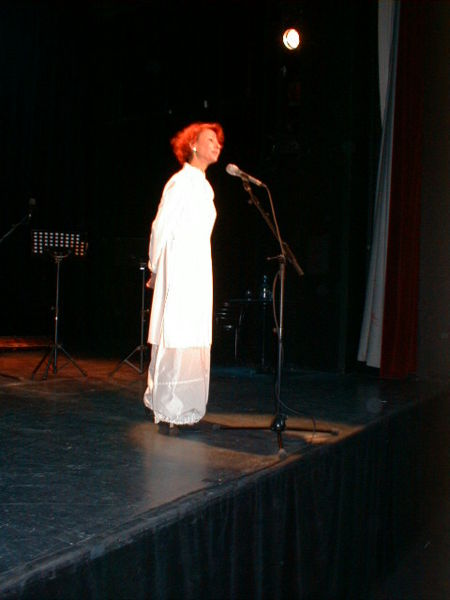
Эстер Офарим. Выступление в Гамбурге. 24 декабря 2001

### Сольная карьера
В 1970-е — 1990-е годы Эстер записала несколько студийных альбомов; в 1984 году исполнила одну из главных ролей в пьесе Джошуа Соболя «Гетто» в западноберлинской постановке Петера Цадека. Спектакль и песни из него в исполнении Офарим, в том числе «Frühling» («Весна») и «Unter deinen weißen Sternen» («Под твоими белыми звёздами»), пользовались популярностью в Берлине и ФРГ в середине 1980-х годов.
Песни в исполнении Эстер Офарим вошли в саундтрек израильской детективной драмы «Прогулки по воде» (2004).

## Дискография

### Соло-альбомы
- 1962 — אסתר רייכשטאט (Esther Reichstat) (Israphon)
- 1965 — Esther Ofarim (Philips P 48.131 L)
- 1965 — Is It Really Me! (Philips PHS 600-185)
- 1967 — Esther Im Kinderland (Philips 843 995 PY)
- 1969 — Esther Ofarim (Philips PHS 600-343)
- 1972 — Esther (HÖR ZU SHZE 367)
- 1972 — Esther Ofarim (EMI Columbia)
- 1982 — Complicated Ladies (Mercury)
- 1988 — Hayu Lailot (התקליט)
- 2005 — Back On Stage (Tropical Music)
- 2009 — In London (Bureau B)
- 2009 — I'll See You In My Dreams: Live 2009 (Tropical Music)

### Сингл-чарты
| Год  | Сингл                      | ФРГ |
| ---- | -------------------------- | --- |
| 1963 | «T’en vas pas»             | 39  |
| 1963 | «Melodie einer Nacht»      | 39  |
| 1964 | «Morgen ist alles vorüber» | 23  |

## Фильмография
| Год  |    | Русское название               | Оригинальное название             | Роль            |
| ---- | -- | ------------------------------ | --------------------------------- | --------------- |
| 1960 | ф  | Исход                          | Exodus                            | миссис Хиршберг |
| 1963 | ф  | Мне было хорошо                | Es war mir ein Vergnügen          | Николь          |
| 1967 | тф | Комедийный час братьев Смозерс | The Smothers Brothers Comedy Hour | эпизод          |
| 1967 | тф | Гала-вечер пластинок           | Gala-Abend der Schallplatte       | Эстер Офарим    |
| 1970 | с  | 11:20                          | 11 Uhr 20                         | Мириам          |